# اوتوکار ۲۱۲۷۰
سیارک ۲۱۲۷۰ (به انگلیسی: 21270 Otokar، نامگذاری:1996OK) بیست و یک هزار و دویست و هفتادمین سیارک کشف شده‌است که در ۱۹ ژوئیه ۱۹۹۶ کشف شد.